# Zeravschania
- Commons
- Wikispecies

Zeravschania é um género botânico pertencente à família Apiaceae.